# Mantas Savėnas
Mantas Savėnas est un footballeur international lituanien né le 27 août 1982 à Panevėžys en Lituanie.

## Carrière

### En sélection
Mantas Savėnas est convoqué pour la première fois par le sélectionneur national Algimantas Liubinskas pour un match amical face à la Pologne le 14 décembre 2003. Il entre en jeu à la place d'Andrius Gedgaudas à la 73e minute de jeu.
Il compte 38 sélections et 5 buts avec l'équipe de Lituanie depuis 2005.

## Palmarès
- Avec le FK Ekranas Panevėžys :
  - Champion de Lituanie en 2005 et 2011.
  - Vainqueur de la Coupe de Lituanie en 2000 et 2011.
  - Vainqueur de la Supercoupe de Lituanie en 2006 et 2011.

### Distinction personnelle
- Meilleur buteur de A Lyga en 2005 (27 buts).

## Statistiques détaillées

### En club
| Saison                | Club                  | Championnat           | Championnat | Championnat | Coupe(s) nationale(s) | Coupe(s) nationale(s) | Compétition(s) continentale(s) | Compétition(s) continentale(s) | Compétition(s) continentale(s) | Sélection | Sélection | Sélection | Total | Total |
| Saison                | Club                  | Division              | M.          | B.          | M.                    | B.                    | Comp.                          | M.                             | B.                             | Équipe    | M.        | B.        | M.    | B.    |
| 1998 - 1999           | Ekranas Panevėžys     | A Lyga                | 1           | 0           | -                     | -                     | -                              | -                              | -                              | -         | -         | -         | 1     | 0     |
| 1999                  | Ekranas Panevėžys     | A Lyga                | 15          | 1           | -                     | -                     | -                              | -                              | -                              | -         | -         | -         | 15    | 1     |
| 2000                  | Ekranas Panevėžys     | A Lyga                | 33          | 9           | -                     | -                     | -                              | -                              | -                              | -         | -         | -         | 33    | 9     |
| 2001                  | Ekranas Panevėžys     | A Lyga                | 14          | 2           | -                     | -                     | -                              | -                              | -                              | -         | -         | -         | 14    | 2     |
| 2002                  | Ekranas Panevėžys     | A Lyga                | 32          | 6           | -                     | -                     | -                              | -                              | -                              | -         | -         | -         | 32    | 6     |
| 2003                  | Ekranas Panevėžys     | A Lyga                | 27          | 10          | -                     | -                     | C3                             | 2                              | 0                              | Lituanie  | 1         | 0         | 30    | 10    |
| 2004                  | Ekranas Panevėžys     | A Lyga                | 27          | 12          | -                     | -                     | C3                             | 4                              | 1                              | -         | -         | -         | 31    | 13    |
| 2005                  | Ekranas Panevėžys     | A Lyga                | 36          | 27          | -                     | -                     | -                              | -                              | -                              | Lituanie  | 5         | 0         | 41    | 27    |
| 2006                  | Ekranas Panevėžys     | A Lyga                | 33          | 16          | -                     | -                     | C1                             | 4                              | 1                              | Lituanie  | 7         | 1         | 44    | 18    |
| 2007                  | Ekranas Panevėžys     | A Lyga                | 27          | 11          | -                     | -                     | -                              | -                              | -                              | Lituanie  | 8         | 1         | 35    | 12    |
| 2008                  | Nosta Novotroitsk     | Pervy Divizion        | 30          | 7           | -                     | -                     | -                              | -                              | -                              | Lituanie  | 6         | 2         | 36    | 9     |
| 2009                  | Nosta Novotroitsk     | Pervy Divizion        | 15          | 2           | -                     | -                     | -                              | -                              | -                              | Lituanie  | 4         | 0         | 19    | 2     |
| 2009                  | Sibir Novossibirsk    | Pervy Divizion        | 13          | 0           | 1                     | 0                     | -                              | -                              | -                              | -         | -         | -         | 14    | 0     |
| 2010                  | Sibir Novossibirsk    | Premier-Liga          | 1           | 0           | 1                     | 0                     | -                              | -                              | -                              | Lituanie  | 3         | 1         | 5     | 1     |
| 2011 - 2012           | Gazovik Orenburg      | National League       | 9           | 1           | -                     | -                     | -                              | -                              | -                              | Lituanie  | 4         | 0         | 13    | 1     |
| 2011                  | Ekranas Panevėžys     | A Lyga                | 6           | 2           | -                     | -                     | -                              | -                              | -                              | -         | -         | -         | 6     | 2     |
| 2012                  | Ekranas Panevėžys     | A Lyga                | 13          | 7           | 2                     | 0                     | -                              | -                              | -                              | -         | -         | -         | 15    | 7     |
| 2012                  | Sunkar Kaskelen       | Premier-Liga          | 11          | 2           | -                     | -                     | -                              | -                              | -                              | -         | -         | -         | 11    | 2     |
| Total sur la carrière | Total sur la carrière | Total sur la carrière | 343         | 115         | 4                     | 0                     | -                              | 10                             | 2                              | 0         | 38        | 5         | 395   | 122   |

### Buts internationaux
| Buts (5) en sélection de Mantas Savėnas au 30 octobre 2012 | Buts (5) en sélection de Mantas Savėnas au 30 octobre 2012 | Buts (5) en sélection de Mantas Savėnas au 30 octobre 2012 | Buts (5) en sélection de Mantas Savėnas au 30 octobre 2012 | Buts (5) en sélection de Mantas Savėnas au 30 octobre 2012 | Buts (5) en sélection de Mantas Savėnas au 30 octobre 2012 | Buts (5) en sélection de Mantas Savėnas au 30 octobre 2012 |
|                                                            | Date                                                       | Lieu                                                       | Adversaire                                                 | Score                                                      | Résultat                                                   | Compétition                                                |
| ---------------------------------------------------------- | ---------------------------------------------------------- | ---------------------------------------------------------- | ---------------------------------------------------------- | ---------------------------------------------------------- | ---------------------------------------------------------- | ---------------------------------------------------------- |
| 1.                                                         | 1er mars 2006                                              | Stade Qemal-Stafa, Tirana (Albanie)                        | Albanie                                                    | 1 - 1                                                      | 1 - 2                                                      | Match amical                                               |
| 2.                                                         | 17 novembre 2007                                           | S. Dariaus ir S. Girėno stadionas, Kaunas (Lituanie)       | Ukraine                                                    | 1 - 0                                                      | 2 - 0                                                      | Éliminatoires Euro 2008                                    |
| 3.                                                         | 4 juin 2008                                                | Wacker-Arena, Burghausen (Allemagne)                       | Russie                                                     | 1 - 4                                                      | 1 - 4                                                      | Match amical                                               |
| 4.                                                         | 19 novembre 2008                                           | A. Le Coq Arena, Tallinn (Estonie)                         | Moldavie                                                   | 1 - 1                                                      | 1 - 1                                                      | Match amical                                               |
| 5.                                                         | 20 juin 2010                                               | S. Dariaus ir S. Girėno stadionas, Kaunas (Lituanie)       | Estonie                                                    | 1 - 0                                                      | 2 - 0                                                      | Coupe baltique 2010                                        |